# 16214 Venkatachalam
16214 Venkatachalam è un asteroide della fascia principale. Scoperto nel 2000, presenta un'orbita caratterizzata da un semiasse maggiore pari a 2,3328057 UA e da un'eccentricità di 0,1440122, inclinata di 7,30392° rispetto all'eclittica.